# تدبير منزلي اجتماعي

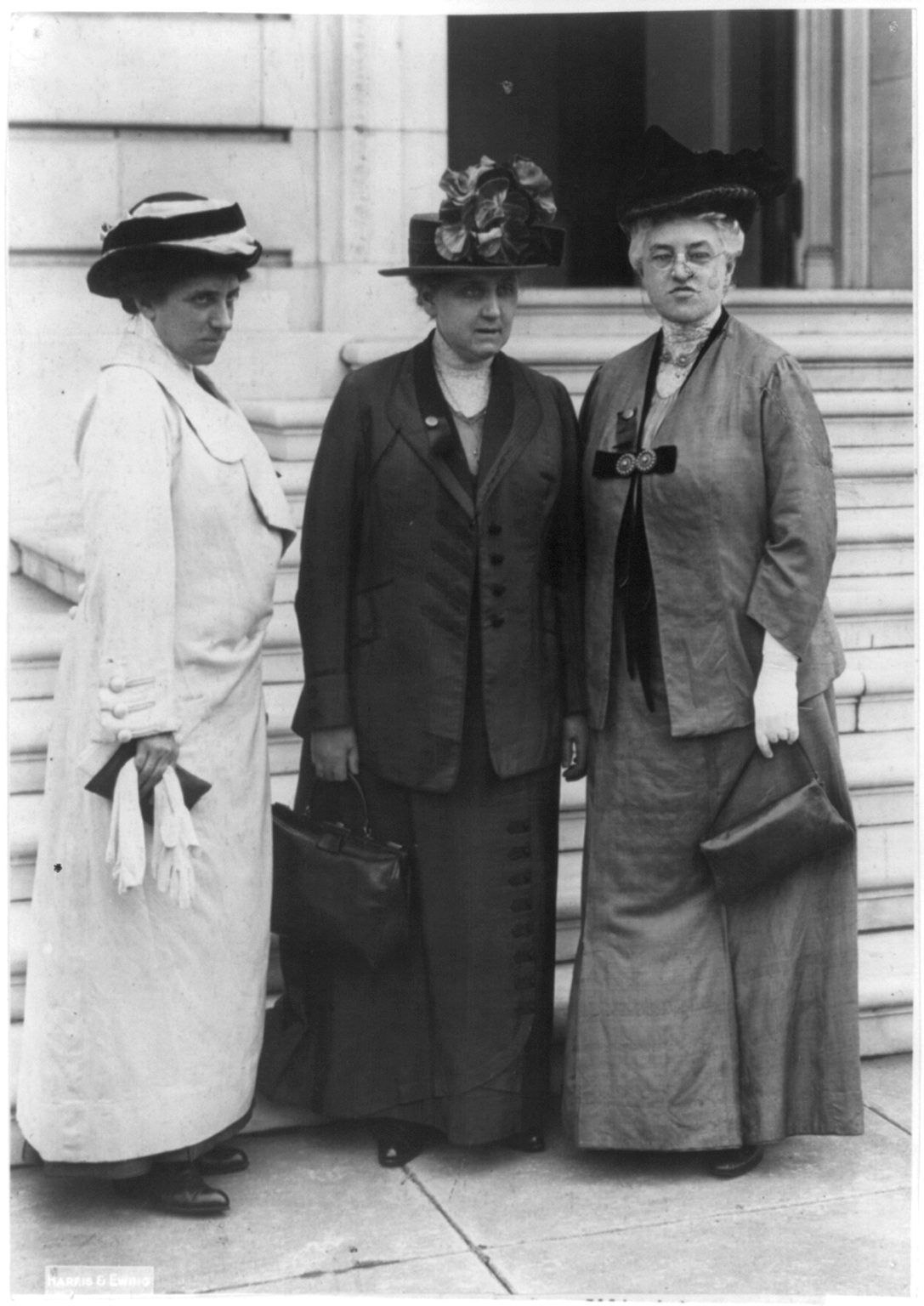

التدبير المنزلي الاجتماعي (أو التدبير المنزلي البلدي أو المدني): هي حركة اجتماعية سياسية بدأت خلال ثمانينات القرن التاسع عشر واستمرت حتى أوائل القرن العشرين، أي خلال الحقبة التقدّمية، وانتشرت في جميع أنحاء الولايات المتحدة.
وسعت الحركة نطاق المنظور العرفي المتمثل باقتصار حيز المرأة على المنزل، إذ صوّرت المجتمع باعتباره امتدادًا لحيز نفوذ المرأة هذا. ساهم الخطاب الذي استخدمته حركة التدبير المنزلي الاجتماعي في تبرير مشاركة الإناث في القضايا الاجتماعية السياسية.
سعى المشاركون في هذه الحركة إلى خلق إصلاح تشريعي واجتماعي على حد سواء، لتشمل القضايا التي اهتموا بها كلًّا من التعليم، وتنظيم المواد الغذائية والأدوية، والمرافق الصحية والصحة. نُفذ الإصلاح خارج نطاق الهياكل السياسية الإقصائية، وتمركز في الأندية النسائية والكليات ودور الإيواء عوضًا عن ذلك.

## جذور الحركة
انبثقت حركة التدبير المنزلي الاجتماعي نتيجةً لاختلاف المواقف إزاء عمل المرأة، ولا سيما المواقف التي تمسكت بها بعض الأيديولوجيات كالنسوية المادية والثقافية مثلًا. رأت النسويات الماديات إمكانيةً في تعزيز هذا التقسيم غير المتوازن للعمل المنزلي من خلال تقدير هذه المهام المنزلية ماليًا. بينما رأت النسويات الثقافيات في المهارات التي طوّرتها المرأة من خلال عملها التقليدي مؤهلات تخولها للعمل على مهام الحكومات البلدية.
أسفر هذا التداخل بين كلا النموذجين عن إعادة صياغة تعريف المنزل ليشمل المجتمع الأوسع نطاقًا. يسرت التقاليد العرفية التي تحيط بمفهوم الأنوثة –التي تحصر المرأة بصورة الأم التي يقتصر دورها الأساسي على كونها زوجة و/أو أمًّا- عمل النساء المصلحات، إذ تمكنّ من تبرير أهميتهن وخبراتهن فيما يتعلق بترتيب مدنهن على المستويين السياسي والاجتماعي، إذ دفعن بحجة أن عملهن المنزلي السابق قد مدّهن بوعي فطري باحتياجات الآخرين ورغباتهم.
وصفت مناصرات حركة التدبير المنزلي الاجتماعي المدينة باعتبارها منزلًا موسعًا تنبغي إدارته على هذا الأساس، واعتُبر نموذجهن هذا بمثابة ضمان ضد النموذج الذكوري الذي رأى المدينة بوصفها مكانًا للعمل. أتاح هذا النشاط المدني المؤنث أساسًا مشتركًا لتطوير النشاطية والإصلاحية، وذلك بعد دعمه بروابط مع الآليات السياسية للحكومة البلدية. لم يعد بإمكان الممارسات الإقصائية في الحيز العام عرقلة المشاركة الاجتماعية السياسية للمرأة بعد إعادة تعريف مفهوم المنزل على نحو شامل.

## تطور الحركة
يمكن الاطلاع على التجليات المبكرة لخطاب حركة التدبير المنزلي الاجتماعي في كتابات الناشطات ومنشورات النساء المنتميات إلى النوادي وغيرها من المنشورات النسائية المتنوعة. سخرت حركة التدبير المنزلي الاجتماعي صورة التدبير المنزلي بغية الربط بين الأدوار التقليدية الجنسانية المنزلية وسعي الحركة لدعم القضايا الاجتماعية.
سعت مجموعات من النساء إلى تحقيق الإصلاح في مجالات مماثلة تزامنًا مع تطور الحركة، ما أسفر عن الانخراط في أعمال حركة نادي المرأة. أتاحت الأندية النسائية الفرصة لردم الفجوة الاجتماعية المفروضة بين الحيزين العام والخاص، لتكون أهدافها بذلك مشابهةً لتلك التي وضعتها حركة التدبير المنزلي الاجتماعي. استفادت حركة نادي المرأة من خطاب حركة التدبير المنزلي الاجتماعي، إذ سهّل ترويجها للأيديولوجية الأمومية فيما بعد.
عملت ماري إينو باسيت مومفورد على تشكيل تحالف بين النادي المدني للنساء والرابطة البلدية للرجال في تسعينيات القرن التاسع عشر، وذلك بهدف تعزيز قدرة النساء المنتميات إلى النادي على العمل في التدبير المنزلي البلدي. اتجه الرجال للعمل في الأحزاب والحكومة بشكل مباشر، بينما دفع نزع حق التصويت من المرأة وإقصاء النساء إلى تأسيس منظمات تطوعية وإدارتها.
لم تنطوِ حركة التدبير المنزلي الاجتماعي على إعطاء جميع النساء الحق في التصويت بالضرورة، إذ اشتملت الحركة على بعض النساء المصلحات البارزات ممن ينادين بحق المرأة في التصويت وممن يناهضن هذا الحق على حد سواء. اعتقدت بعض المناصرات لحركة التدبير المنزلي الاجتماعي ككارولين بارتليت كران مثلًا أن منح المرأة الحق في التصويت من شأنه أن يعزز من كفاءة نساء الحركة. أقرّت بعض المناصرات لحركة التدبير المنزلي الاجتماعي ممن ينادين بحق المرأة في التصويت أن منح المرأة الحق في التصويت لن يعزز من تأثير الحركة على المجتمع بالضرورة، على الرغم من المزايا الأخرى التي ينطوي عليها هذا الحق.
تنطوي أعمال النساء المصلحات كجين آدمز مثلًا على بعض وجهات النظر اللاحقة لحركة التدبير المنزلي الاجتماعي. ناقشت آدمز -في أحد منشوراتها «المرأة والتدبير المنزلي العام» الذي نشرته الجمعية الوطنية الأمريكية للمطالبة بحق المرأة في التصويت في عام 1913- الفكرة القائلة إن المجالس البلدية قد أوكلت العديد من أنشطتها إلى النساء، لكنها أقصت النساء لاحقًا بمجرد أن أصبحت هذه الأنشطة مسؤوليات حكومية. أوضحت آدمز أن النساء قادرات على مجاراة المهارات المطلوبة والمتمثلة بالقيام بمهام متعددة وتلبية طلبات الآخرين المعقدة، وأضافت أن النساء قد طوّرن هذه الكفاءات من خلال تدبيرهن لشؤون الأسر المعيشية.

## تأثير الحركة

### النفايات والمرافق الصحية
سعت نساء حركة التدبير المنزلي الاجتماعي إلى إحداث إصلاح تشريعي لتنظيف الشوارع ومعاينة المساكن من أجل إرساء نظم لإدارة النفايات والمرافق الصحية بصورة منهجية. ركزت السياسيات في الكثير من الأحيان على السياسات التي من شأنها أن تتعامل مع مسألة تنظيف المدينة تحت غطاء التدبير المنزلي، كتنصيب عمدة بلدة جاكسون في ولاية وايومنغ لنظام نقل المياه عبر الأنابيب مثلًا. ربط إصلاح المرافق الصحية الذي نفذته مدبرات المنزل البلديات بين الحياة المنزلية والسياسة، ما حوّل مهارات المرأة إلى مكسب بلدي حقيقي.
عملت كارولين بارتليت كرين مستشارةً فيما يتعلق بمسائل المرافق الصحية والنظافة البلدية في المجتمعات البلدية الأخرى. اشتملت مهامها على إجراء الدراسات الاستقصائية والمقابلات، ومعاينة السجلات البلدية وطباعة النصوص لوسائل الإعلام، وذلك قبل أن تطرح اقتراحاتها في اجتماع البلدية وتوردها ضمن تقرير.
شكّل نادي القرن الجديد في فيلادلفيا لجنةً معنيةً بإمدادات المياه، التي نظمت بدورها حملات من أجل المطالبة بالمياه النظيفة والإبلاغ عن المباني المدرسية غير الصحية. استعانت المجموعة بخبير تمكّن من إقناع الحكومة البلدية باستثمار 3,000,000 دولار في طريقة ترشيح الرمال الجديدة الموصى بها، وذلك بعد إجرائه بعض التحقيقات بشأن المياه المتسخة في منطقتهم.
سعت جين آدمز وزملاؤها الأعضاء في دار فول هاوس للإيواء إلى تنظيف النفايات التي عُولجت بأسلوب خاطئ في منطقتهم في شيكاغو، لكن عرقل المجلس المحلي جهودهم هذه. عالج المجلس هذه المسألة من خلال وضع آدمز في منصب مفتش القمامة في البلدية، ومنحها راتب ألف دولار سنويًا. عمل سكان دار فول هاوس للإيواء على تحسين عربات القمامة التسعة الموجودة في البلدية، وأضافوا ثمانية عربات أخرى.
أوصت جمعية حماية صحة السيدات –التي شكلها سكان بيكمان هيل في مدينة نيويورك في عام 1884- العمدة بضرورة النظر في مزايا تعيين النساء في مناصب تفتيشية. سعت رابطة نظام البلدية في شيكاغو –على غرار جمعية حماية صحة السيدات- إلى تنظيف الشوارع والأزقة تحت إشراف إيدا سيليست سويت. أبلغت الرابطة الأحياء وممثليها المنتخبين بهذا الأمر، ما أدى إلى موافقة مجلس بلدية شيكاغو في عام 1892 على المرسوم الذي انطوى على إنشاء قسم جديد لتنظيف الشوارع تحت إشراف مفتشة خاصة به.